# L. R. Eswari
Lourde-Mary Rajeswari Eswari (LR Eswari) (Tamil: எல் ஆர் ஈஸ்வரி Telugu:.. ఎల్ ఆర్ ఈశ్వరి; n. 7 de diciembre de 1939 en Chennai) es una cantante de playback india, nacida en Chennai. Ha interpretado temas musicales para el cine tamil y en las industrias del cine Telugu. También ha interpretado sus temas musicales en otros idiomas como kannada, malayalam, Tulu e inglés. Ella fue reconocida con el premio Kalaimamani, un reconocimiento estatal del estado de Tamil Nadu por su contribución cinematográfica.

## Biografía
Nació en Chennai, en el seno de una familia católica, es hija de Anthony Devraj y Regina Mary Nirmala. Sus antepasados eran de Paramakudi, cerca de Madurai. Su nombre completo es Lourde-Mary Rajeshwari. Dado que ya era otra cantante establecida bajo el nombre de MSRajeshwari, su nombre fue abreviado a L. R. Eswari. Ella no tenía ningún entrenamiento formal para el canto. Su madre era una cantante de coro y cantaba para películas. Eshwari acompañó a su madre a los estudios de grabación y pronto comenzó a cantar en coros por su propia cuenta. Su primera oportunidad llegó de la mano de Sri KVMahadevan en 1958, para una película titulada 'Nalla Idaththu Sammandham', ya que ella interpretó su primer tema musical en solitario titulado  "Ivarey thaan avarey". Pero su mayor reconocimiento vino de la canción titulada 'vaarai en thozhi vaaraayo', para ser interpretada para otra película titulada película 'Paasa malar' (1961). Cantado bajo la dirección de Viswanathan-Ramamurthy, ya que varios compositores exploraron y explotaron sus habilidades vocales a medida de lo posible de los próximos 20 años.

## Temas musicales

### Tamil
| Song                          | Tamil movie                 |
| ----------------------------- | --------------------------- |
| Muthukulikka Vareegala        | Anubavi Raja Anubavi        |
| Mappillai Ragasiyam           | Arangketram                 |
| Adi Ennadi Ulagam             | Aval Oru Thodar Kathai      |
| Enna Solla Enna Solla         | Babu                        |
| Kangalum Kavadi               | Enga Vittu Pillai           |
| Puthi Sigamani                | Iruvar Ullam                |
| Chithirai Poovizhi            | Ithayathil Nee              |
| Yenna Poruthamadi             | Kanavan                     |
| Aadavaralaam Aada Varalaam    | Karuppu Panam               |
| Malarendra Mugam Indru        | Kaadhalikka Neramillai      |
| Enthan Nenjam Yaarai          | Kathalithal Pothuma         |
| Kathal Penney                 | Kathalithal Pothuma         |
| Maapillai Vanthan             | Kaveriyin Kanavan           |
| Avala Ivala                   | Mannathi Mannan             |
| Aval Oru Kathanayagi          | Moondru Mudichu             |
| Singapore Machan              | Naam Moovar                 |
| Pirantha Idam Thedi           | Naan Aanaiyittal            |
| Dhukkaththilum                | Nalla Idathu Sammantham     |
| Oh Lakshmi                    | Neela Vanam                 |
| Nee Ninaithal                 | Nilave Nee Satchi           |
| Inimai Niraintha Ulagam       | Ninaithale Inikkum          |
| Naam Oruvarai Oruvar          | Oruvar                      |
| En Vaalibam Ennum Mahligaiyil | Paalkudam                   |
| Vaarayo Thozhi                | Paasa Malar                 |
| Sonnathellam Nadanthiduma     | Padha Kaanikkai             |
| Ithazhai Virithathu Roja      | Pattanathil Bootham         |
| Kaalgal Nindrathu             | Poojaikku Vantha Malar      |
| Ithu Margazhi Matham          | Praptham                    |
| Sala Sala Kathottam           | Praptham                    |
| Raja Veetu Pennanalum         | Raja Veetu Pillai           |
| Manamagale Marumagale         | Saradha                     |
| Lilli Lali Jimmy              | Selvam                      |
| Vennila Mugam                 | Selvamagal                  |
| Pennai Parthum                | Shanthi Nilayam             |
| Pushpa Raagam                 | Thani Kudithanam            |
| Naanoru Kaathal               | Thavapputhalvan             |
| Kottai Mathir Mele            | Thirudan                    |
| Ivalavuthan Ulagam            | Ulagam Ivalavuthan          |
| Ada Sarithan Podi             | Uyira Maanama               |
| Savale Samali                 | Uyira Maanama               |
| Enge Enge En Manathu          | Vaaliba Virunthu            |
| Ammamma Kannathil Kannam      | Vallavan Oruvan             |
| Palinginal Oru Mahligai       | Vallavan Oruvan             |
| Kathodhuthan Naan             | Velli Vizha                 |
| Allipanthal Kaalgal           | Vennira Aadai               |
| Nee Emppathenna               | Vennira Aadai               |
| Pattathu Rani                 | Sivandha Mann               |
| Pondamalli                    | Thadaiyara Thaakka          |
| Kalasala Kalasala             | Osthe                       |
| Ranipettai Rani               | Tamilselvanum Kalaiselviyum |

### Telugu
| Año  | Película                 | Canción                                   |
| ---- | ------------------------ | ----------------------------------------- |
| 1965 | Pandava Vanavasam        | Mogali Rekula Sigadaana                   |
| 1967 | Ummadi Kutumbam          | Jigi Jigi Jigelumannadi Chinnadi          |
| 1968 | Bandipotu Dongalu        | Gandara Ganda Shoggadivanta               |
| 1970 | Kathanayika Molla        | Naane Cheluve Kannadiki                   |
| 1970 | Lakshmi Kataksham        | Andala Bommanu Nenu Chelikada             |
| 1971 | Prem Nagar               | Le Le Le Naa Raaja                        |
| 1972 | Tata Manavadu            | Nookalammani Nene Nee Peekani Nokkettane  |
| 1973 | Devudu Chesina Manushulu | Masaka Masaka Cheekatilo                  |
| 1973 | Jeevana Tarangalu        | Nandamaya Garuda Nandamaya                |
| 1974 | Nippulanti Manishi       | Welcome Swagatam Chesta Ninne Paravasam   |
| 1976 | Anthuleni Katha          | Are Emiti Lokam                           |
| 1978 | Maro Charithra           | Bhale Bhale Magadivoi Bangaru Naasaamivoi |
| 1978 | Pranam Khareedu          | Bandameeda Undi Gundodi Debba             |
| 1979 | Andamaina Anubhavam      | Ananda Thandavame Adenuga Aa Shivudu      |